# Acronicta acericola
Acronicta acericola là một loài bướm đêm trong họ Noctuidae.